# Krone (Witten)

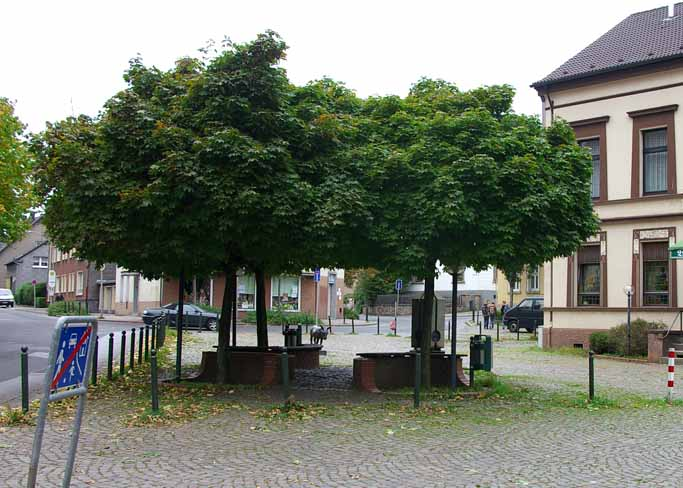
Eselsmarkt in Krone

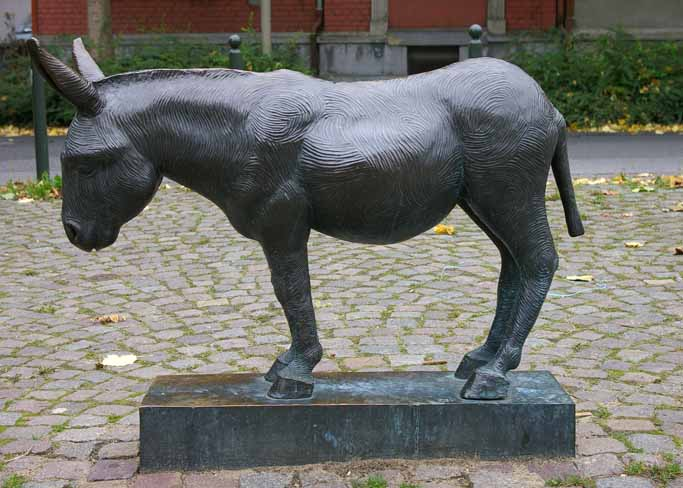
Eselsplastik auf dem Eselsmarkt

Krone ist ein Ortsteil von Witten-Mitte in Witten, Nordrhein-Westfalen. Der statistische Bezirk trägt die Gemarkungsnummer 14. Er hatte am 31. Dezember 2015 insgesamt 2026 Einwohner.

## Geschichte

### Erste Nennung
Krone wird erstmals in einer Urkunde aus dem Jahr 1664 urkundlich als Kötterhof Kroener erwähnt. Man geht heute davon aus, dass er zwischen 1450 und 1600 entstanden sein muss. Er gilt als Keimstätte des heutigen Ortsteils Krone.

### Grundherrschaft Crengeldanz
Der Kotten gehörte zunächst zur so genannten Grundherrschaft des Hauses Crengeldanz. 1664 wurde der zwischenzeitlich verwaiste Hof verpachtet.

### Industrialisierung
Noch im Jahr 1705 bestand Krone aus einem einzigen Hof, aus den Katasterbüchern der Gemeinde Langendreer, zu der Krone inzwischen gehörte, geht hervor, dass erst 1839 ein zweites Gebäude im heutigen Wittener Ortsteil entstand. 1885 jedoch lebten bereits 800 Menschen in Krone. Aufgrund seiner Lage zwischen Crengeldanz, wo sich inzwischen eine große Glasfabrik und eine Ziegelfabrik angesiedelt hatten, und Heven mit seinen Zechen, entstanden in Krone Häuser für die Arbeiter. Die Gemeinde Langendreer errichtete bereits 1856 eine Schule in Krone.

### Gebietsreform
Im Zuge der Gemeindereform von 1929 wurde das Amt Langendreer aufgelöst. Bis 1929 gehörte Krone direkt zur Gemeinde Langendreer. Im Zuge der Eingemeindung von Langendreer nach Bochum, wurden die Langendreerer Ortsteile Papenholz, Crengeldanz und Krone von Langendreer getrennt und der Stadt Witten zugeordnet.

### Krone heute
Der Ortsteil Krone besteht aus vornehmlich drei- bis viergeschossiger Wohnbebauung.

## Religion

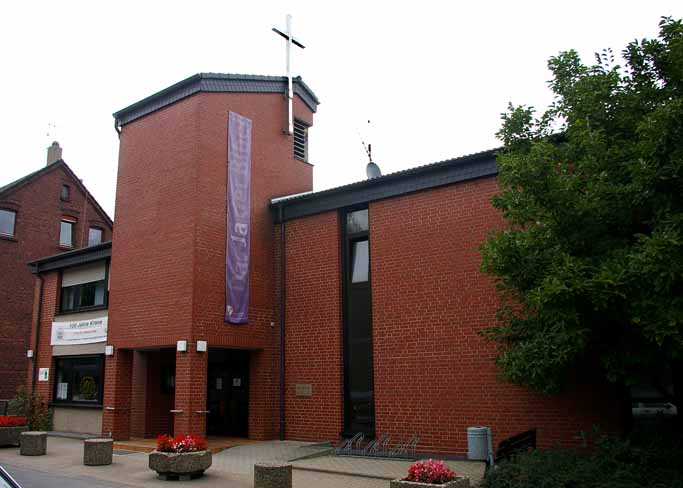
Evangelisches Kultur- und Veranstaltungszentrum Krone

1894 wurde von evangelischen Christen in Krone ein Verein gegründet, der die Einrichtung einer so genannten Kleinkinderstube (einem Vorläufer heutiger Kindergärten) zum Ziel hatte. 1906 wurde schließlich ein Gemeindehaus mit einem angrenzenden Kindergarten errichtet. Bis 1929 gehörte das Gemeindehaus zur Evangelischen Kirchengemeinde in Langendreer, ab 1929 zu Witten. 1976 wurde ein neues Gemeindezentrum errichtet, am 31. Oktober 1994 erhielt Krone den Status einer eigenen Gemeinde, aus dem Gemeindezentrum wurde die Auferstehungskirche Krone. 2005 wurde die Auferstehungskirche zusammen mit der ebenfalls zu Witten-Mitte gehörenden Christuskirchengemeinde und der Evangelischen Kirchengemeinde Heven zur Trinitatis-Gemeinde vereinigt. Aufgrund der sinkenden Mitgliederzahl wurde im Laufe des Jahres 2007 zunächst die Schließung der Auferstehungskirche diskutiert. Nach Protesten aus der Bevölkerung gründeten Gemeindemitglieder schließlich einen Förderkreis, der die Kirche als Kulturzentrum erhalten soll. Dieser Förderkreis hat Ende 2007 formel die Schlüsselgewalt übertragen bekommen, das Gebäude selbst bleibt im Besitz der Gemeinde, der Unterhalt wird vom Förderkreis finanziert. Am Sonntag, dem 30. Dezember 2007, wurde die Kirche im Rahmen eines letzten Gottesdienstes entwidmet. Am 19. Januar 2008 wurde das „Evangelische Kultur- und Veranstaltungszentrum Krone“ eröffnet.